# Pteris excelsa
Pteris excelsa là một loài thực vật có mạch trong họ Pteridaceae. Loài này được Gaudich. miêu tả khoa học đầu tiên năm 1827.

## Hình ảnh

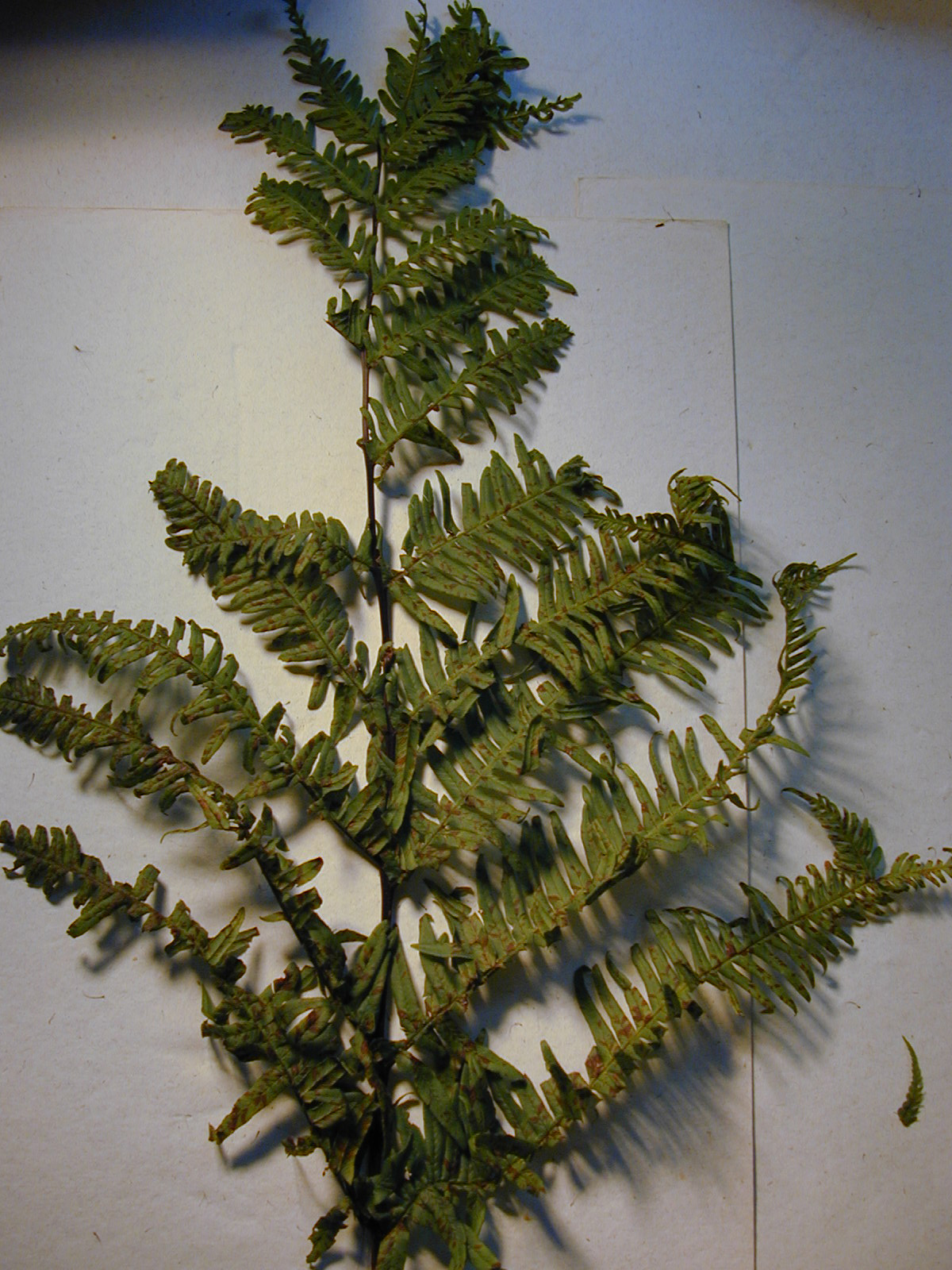
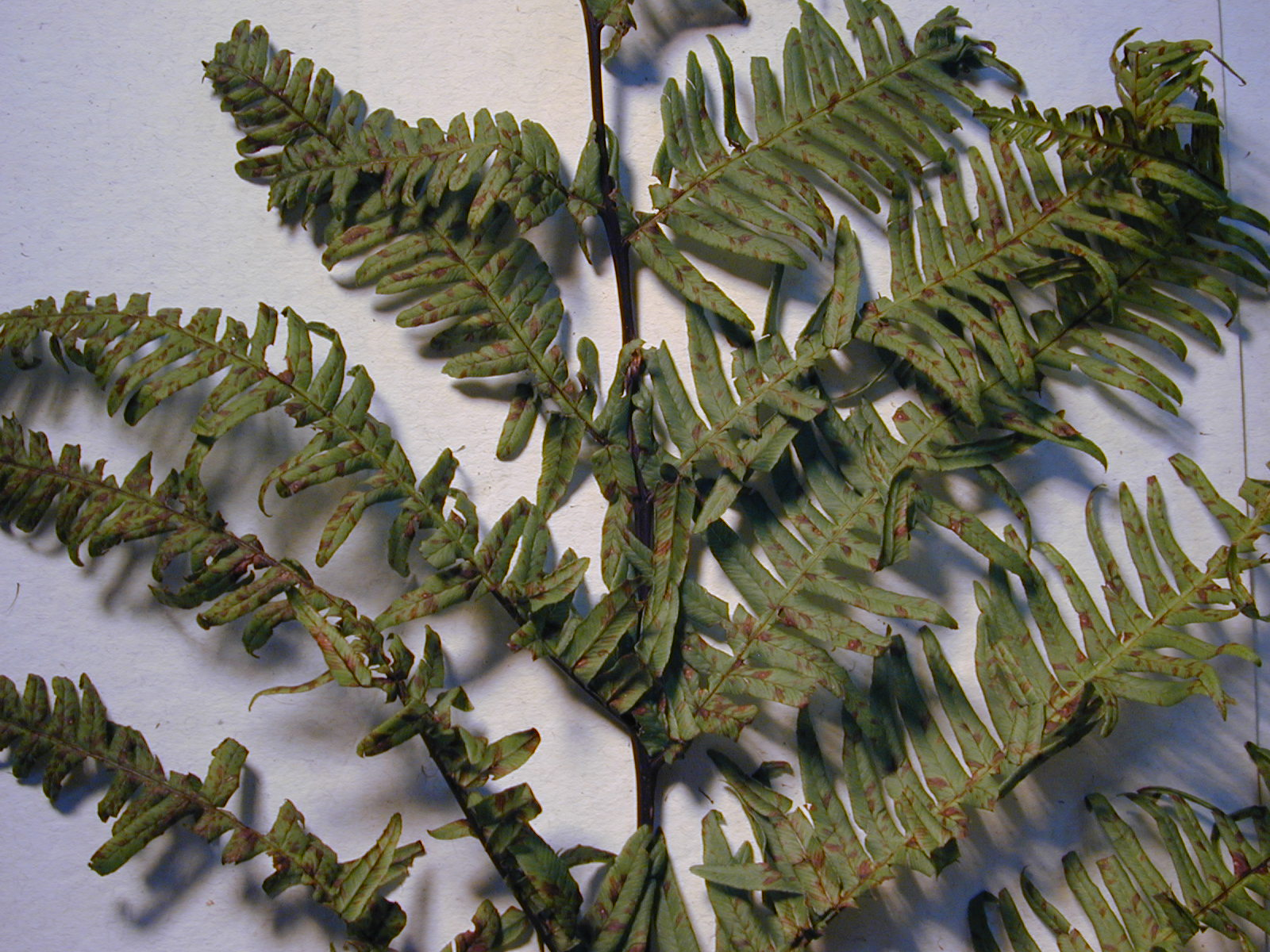
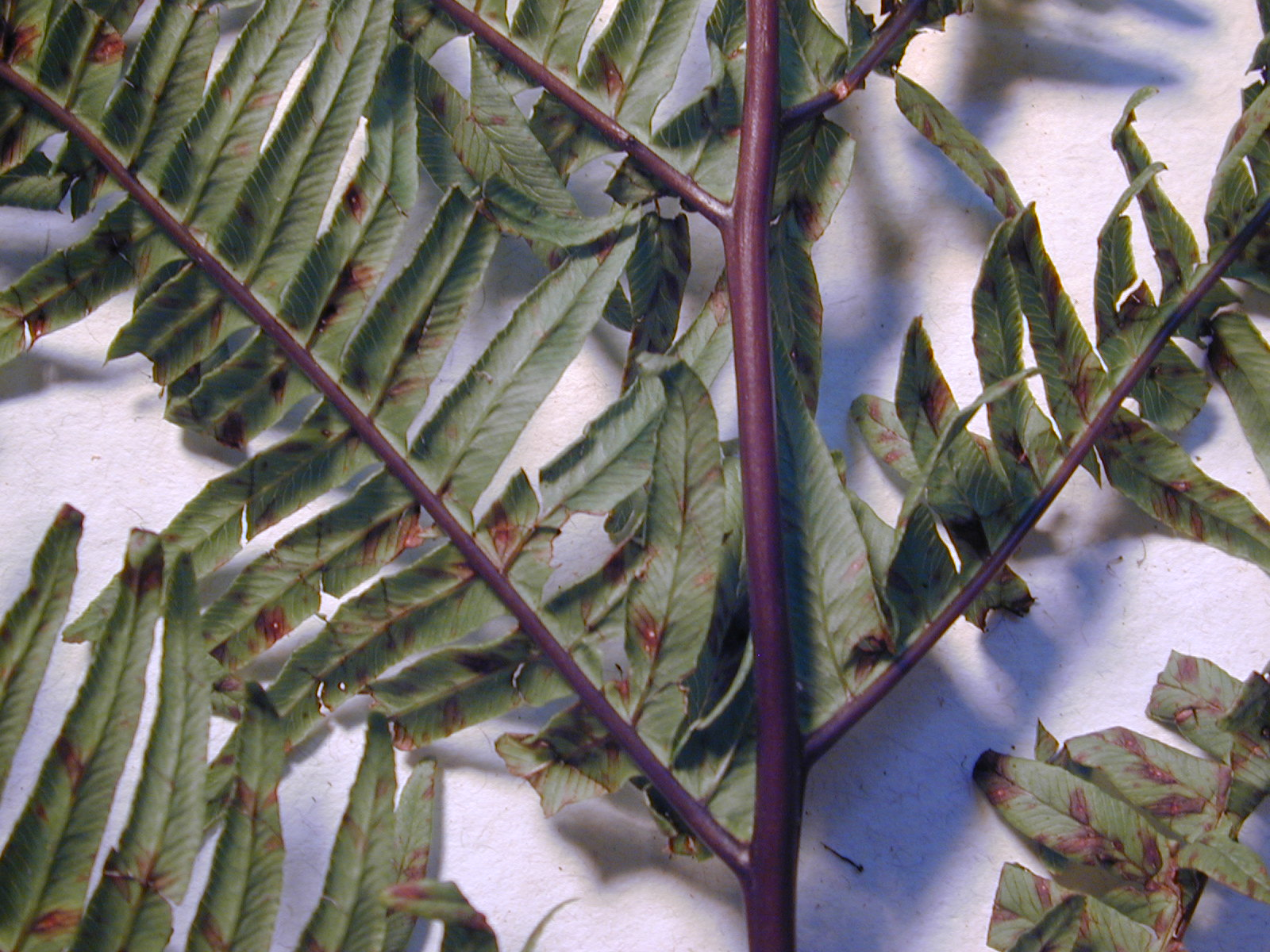
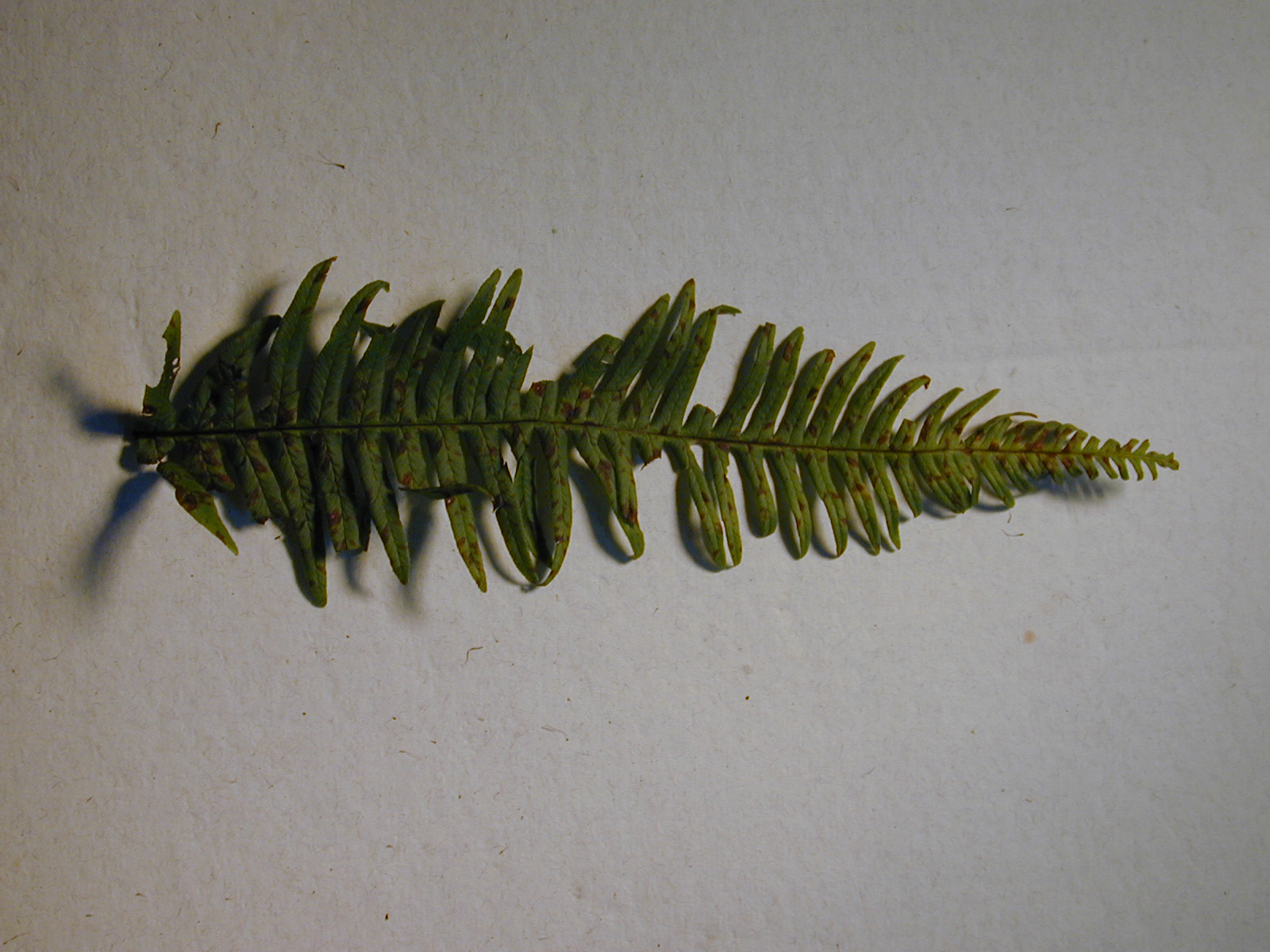